# Рефлексивное пространство
Рефлексивное пространство — банахово пространство (в более общем случае локально выпуклое пространство) {\displaystyle X}, совпадающее при каноническом вложении со своим вторым сопряженным {\displaystyle X^{**}}.

## Рефлексивные банаховы пространства
Пусть {\displaystyle X} — банахово пространство над полем {\displaystyle {\mathbb {C} }} комплексных чисел, а {\displaystyle X^{*}} — пространство, сопряженное к {\displaystyle X}, то есть совокупность всех непрерывных линейных функционалов {\displaystyle f:X\to {\mathbb {C} }} с нормой
{\displaystyle ||f||=\sup _{||x||\leq 1}|f(x)|}.
Второе сопряженное пространство {\displaystyle X^{**}} определяется как пространство, сопряженное к {\displaystyle X^{*}}.
При фиксированном {\displaystyle x\in X} отображение {\displaystyle f\in X^{*}\mapsto f(x)\in {\mathbb {C} }} является линейным непрерывным функционалом на {\displaystyle X^{*}}, то есть элементом пространства {\displaystyle X^{**}}. Поэтому определено отображение {\displaystyle J_{X}:X\to X^{**}}, {\displaystyle J_{X}(x)(f)=f(x)}, {\displaystyle x\in X}, {\displaystyle f\in X^{*}}. Если оно является изоморфизмом банаховых пространств, то банахово пространство {\displaystyle X} называется рефлексивным. Достаточным условием для этого является сюръективность отображения {\displaystyle J_{X}:X\to X^{**}}, то есть условие {\displaystyle J_{X}(X)=X^{**}}.

### Примеры
- Пространства {\displaystyle \ell _{p}} и {\displaystyle L_{p}(a,b)}, {\displaystyle 1<p<\infty }, рефлексивны,
- Пространства {\displaystyle C[a,b]}, {\displaystyle L_{1}[a,b],L_{\infty }[a,b]} не рефлексивны.

### Свойства
- Пространство {\displaystyle X} рефлексивно тогда и только тогда, когда {\displaystyle X^{*}} рефлексивно.
- Пространство X рефлексивно тогда и только тогда, когда единичный шар этого пространства слабо компактен.
- Рефлексивное пространство слабо полно. Обратное неверно, существуют слабо полные нерефлексивные пространства, например {\displaystyle L_{1}}.
- Замкнутое подпространство рефлексивного пространства рефлексивно.

## Рефлексивные локально выпуклые пространства
Понятие рефлексивности естественным образом распространяется на локально выпуклые пространства.
Для всякого локально выпуклого пространства {\displaystyle X} обозначим через {\displaystyle X^{*}} пространство линейных непрерывных функционалов на {\displaystyle X}, наделенное сильной топологией {\displaystyle \beta (X',X)}, то есть топологией равномерной сходимости на ограниченных множествах в {\displaystyle X}. Пространство {\displaystyle X^{*}} называется сопряженным пространством к пространству {\displaystyle X}. Как и в банаховом случае второе сопряженное пространство {\displaystyle X^{**}} определяется как пространство, сопряженное к {\displaystyle X^{*}}. Формула {\displaystyle J_{X}(x)(f)=f(x)}, {\displaystyle x\in X}, {\displaystyle f\in X^{*}} определяет естественное отображение пространства {\displaystyle X} во второе сопряженное пространство {\displaystyle X^{**}}.
Если отображение {\displaystyle J_{X}:X\to X^{**}} является изоморфизмом локально выпуклых пространств, то пространство {\displaystyle X} называется рефлексивным локально выпуклым пространством.
Примеры:
- В частном случае, когда пространство {\displaystyle X} банахово, его рефлексивность как банахова пространства эквивалентна его рефлексивности как локально выпуклого пространства.
- Пространство {\displaystyle {\mathcal {C}}^{\infty }(M)} гладких функций на гладком многообразии {\displaystyle M} рефлексивно.
- Пространство {\displaystyle {\mathcal {O}}(M)} голоморфных функций на комплексном аналитическом многообразии {\displaystyle M} рефлексивно.

## Стереотипные пространства и другие обобщения рефлексивности
Среди всех локально выпуклых пространств (даже среди всех банаховых пространств) используемых в функциональном анализе класс рефлексивных пространств слишком узок, чтобы образовывать самодостаточную категорию в каком-нибудь смысле. Отражаемая этим понятием идея двойственности, однако, рождает интуитивные ожидания, что подходящие изменения в определении рефлексивности могут привести к другому понятию, более удобному для внутренних целей математики. Одной из таких целей может считаться идея приближения анализа к другим частям математики, таким как алгебра и геометрия путём переформулировки результатов анализа на чисто алгебраическом языке теории категорий.
Эта программа разрабатывается в теории стереотипных пространств, определяемых как локально выпуклые пространства удовлетворяющие похожему условию рефлексивности, однако с топологией равномерной сходимости на вполне ограниченных множествах (вместо ограниченных множеств) в определении пространства {\displaystyle X^{*}}. По контрасту с классическими рефлексивными пространствами класс Ste стереотипных пространств весьма широк (он содержит, в частности, все пространства Фреше и поэтому все банаховы пространства), он образует замкнутую моноидальную категорию, и он допускает стандартные операции (определенные внутри Ste) построения новых пространств, такие как взятие замкнутого подпространства, отделимого факторпространства, проективные и инъективные пределы, пространства операторов, тензорные произведения, и т. д. Категория Ste имеет приложения в теории двойственности некоммутативных групп.
Аналогично можно заменять класс ограниченных (и вполне ограниченных) подмножеств в {\displaystyle X} в определении сопряженного пространства {\displaystyle X^{*}} другими классами подмножеств, например, классом компактных подмножеств в{\displaystyle X} — пространства определенные соответствующим условием рефлексивности называются рефлективными, и они образуют даже более широкий класс чем Ste, однако неизвестно (2012), образует ли этот класс категорию со свойствами, близкими к свойствам Ste.